# Zero to Infinity
Zero to Infinity  è l'ottavo album dei Gong, pubblicato per la prima volta nel Regno Unito dalla Snapper Music nel 2000, otto anni dopo l'uscita del precedente Shapeshifter.
Sotto la guida di Daevid Allen, in quest'opera il gruppo riprende i temi della mitologia Gong. Shapeshifter segna l'ingresso nella band di Theo Travis, il cui sassofono si affianca a quello di Didier Malherbe.

## Tracce
1. Foolefare (Allen, Travis) − 0:42
2. Magdalene (Allen, Howlett, Malherbe, Taylor) − 3:58
3. The Invisible Temple (Allen, Howlett, Malherbe, Smyth, Taylor, Travis) − 11:35
4. Zeroid (Allen, Howlett, Smyth) − 6:08
5. Wise Man in Your Heart (Allen, Howlett, Pierre Moerlen) − 8:04
6. The Mad Monk (Allen, Howlett, Taylor, Travis) − 3:25
7. Yoni on Mars (Smyth, Travis) − 6:07
8. Damaged Man (Allen, Howlett, Taylor, Travis) − 5:13
9. Bodilingus (Allen, Howlett, Taylor, Travis) − 4:03
10. Tali's Song (Allen) − 6:25
11. Infinitea (Allen, Howlett, Smyth, Taylor, Travis) − 7:48

## Formazione
Gong
- Daevid Allen − Chitarra, piano, chitarra elettrica, voce, strumenti elettronici
- Mike Howlett − Basso, chitarra elettrica
- Didier Malherbe − Sassofono contralto, duduk, flauto
- Gilli Smyth − Voce, space whisper
- Chris Taylor − Percussioni, batteria
- Theo Travis  − Organo, flauto, tastiere, sassofono soprano, sassofono tenore, theremin, strumenti elettronici

Ospiti
- Mark Robson − Tastiere, voce
- Toby Robinson − Voce